# Jean Jacques Isaac Suenson
Jean Jacques Isaac Suenson (28. december 1774 i Algier – 2. juni 1821) var en dansk søofficer.
Suenson var søn af dansk konsul i Algier Niels Anthoniusen Svendsen (Suenson) (f. 17. oktober 1731 ved Bergen, død 14. februar 1805 i København) og Jeanne f. Fraissinet. Han blev sekondløjtnant i Marinen 1794 og avancerede 1799 til premierløjtnant, 1808 til kaptajnløjtnant og 1813 til kaptajn. Under det engelske overfald 1807 kommanderede Suenson den afdeling af kommandør J.C. Kriegers kanonbådsflotille, der opererede i Kalvebod Strand mod de sydøstlige engelske batterier. 1808 var han chef for en flotille, bestående af 6 kanonbåde, i Store Bælt; på udrejsen bestod han med denne styrke 26. juni under stævns en ærefuld kamp mod det engelske linjeskib Dictator, der dog undslap. I dette kommando, der det påfølgende år forstærkedes, forblev han til juni 1810; gentagne gange, når vindstille begunstigede forehavendet, anfaldt han med tapperhed de engelske orlogsskibe og konvojer og erobrede foruden en engelsk kanonbåd en orlogsbrig, The Tigress. 1811-13 gjorde Suenson tjeneste som flagkaptajn hos den øverstkommanderende for Norges Sødefension, kontreadmiral Otto Lütken. 1818 var han på besejling med fregatten Nymfen, senere chef for korvetten Najaden, der længe havde station i Vestindien. På dette togt døde han 2. juni 1821 af gul feber, som han havde pådraget sig af bekymring over, at der ved St. Jan var tilstødt
korvetten et uheld, der for øvrigt blev uden følger.
Suenson blev 17. juli 1798 gift med Anne Susanne Lütken (4. november 1778 – 24. september 1872), datter af ovennævnte admiral Otto Lütken.